# Csesztevo
Csesztevo (macedónul: Честево, törökül Çeştova) település Észak-Macedóniában, a Délkeleti körzetben, a Valandovói járásban.

## Népesség
| Lakosok száma | 48   | 55   | 12   |      |
|               | 1948 | 1953 | 1961 | 1971 |

- 2002-ben lakatlan település, korábban törökök lakták.